# Sally Todd
Sally Todd (n. 7 iunie 1934, Boone⁠(d), Missouri, SUA – d. 21 noiembrie 2022) a fost o actriță și model american. Ea a fost Playmate of the Month al revistei Playboy pentru numărul din februarie 1957. Folia centrală⁠(d) a acesteia a fost fotografiată de David Sutton și Ed DeLong.

## Moarte
Sally Todd a murit în Franța pe 21 noiembrie 2022, la vârsta de 88 de ani.